# West Glacier
West Glacier település az Amerikai Egyesült Államok Montana államában, Flathead megyében. Lakosainak száma 221 fő (2020. április 1.).

## Közlekedés
A települést érinti az Amtrak egyik távolsági vasúti járata is, az Empire Builder.

## Népesség
A település népességének változása:

| 2010 | 227 |
| 2020 | 221 |